# Irinyi József

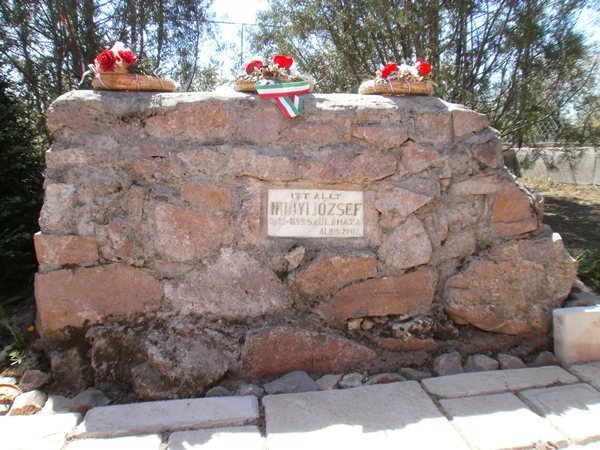
Az Irinyi József szülőháza helyén álló emlékmű Albison

Irinyi József mellszobra az albisi református templomkertben

Irinyi Irinyi József (Albis, 1822. március 13. – Pest, 1859. február 20.) magyar hírlapíró, műfordító, országgyűlési képviselő, Irinyi János öccse.

## Életpályája
A nemesi származású irinyi Irinyi család sarja. 1822-ben született a Bihar vármegyei Albison, irinyi Irinyi János mezőgazdász, földbirtokos, és Janovits Roxanda (másként: Jánossy Róza) gyermekeként. Nagyváradon, majd 1838-tól Debrecenben tanult. Egyéves joggyakorlat után Pestre költözött ügyvédi vizsgájának letételére. Megismerkedett a kortárs magyar irodalom akkori vezető személyiségével (Toldy Ferenc, Bajza József és Vörösmarty Mihály) és az írói pályát választotta. Az Athenaeum című lap munkatársa lett. 1842-ben bejárta Németországot, járt Franciaországban és Londonban is. 1843-ban tért haza. Úti élményeiről írt munkáját a magyar cenzúra nem engedte megjelentetni, ezért azt 1846-ban Halléban nyomtatták ki. Az irodalomtörténészek ezt a munkát tartják a reformkor legkiemelkedőbb útleírásának.
1843-ban a pozsonyi országgyűlés alatt letette az ügyvédi vizsgáját. 1844-ben a Pesti Hírlap munkatársa, a külföldi hírek rovatát szerkesztette 1848-ig. Más lapokba is dolgozott, az Életképekbe írt karcolatokat és színházi kritikákat. Kétszer párbajozott, egyik alkalommal a Budapesti Híradó szerkesztőjével. Az 1848-as pesti forradalomban tagja annak a választmánynak, amelyik követelte a Helytartótanácstól a cenzúra eltörlését, Táncsics Mihály szabadon engedését. Ő javasolta, hogy követeléseiket foglalják össze pontokba. Ez volt a 12 pont.
Az 1848-as nemzetgyűlés megnyitása előtt tagja volt annak a bizottságnak (tagjai: Kemény Zsigmond, Lónyay Gábor, Bónis Samu, Csengery Antal), amelyik előkészítette a képviselőházi szabályokat. A nemzetgyűlésnek végig a tagja maradt, jelen volt Debrecenben és Szegeden is. 1848. október 8-án a kormány követségi tanácsosként Párizsba küldte a magyar érdekek képviseletére. Az 1849. április 14-én elfogadott függetlenségi nyilatkozat híre után idegen névre szóló útlevéllel hazatért, és még részt vett két debreceni ülésen. A szabadságharc bukása után külföldre akart menekülni, de Grazban elfogták. Pestre, az Újépületbe hozták, majd több havi fogság után halálra ítélték. Haynau megkegyelmezett neki. A visszavonult Irinyi ettől kezdve haláláig a szépirodalommal foglalkozott. 1858-ban a Dunamelléki református egyházkerület tiszteletbeli főjegyzőjévé választották. Az 1850-es években a Pesti Naplóba és a Magyar Sajtóba publikált.
1859. február 20-án délután fél 6 órakor, szívgyulladásban hunyt el, élete 36.évében. 22-én délután a Kerepesi temetőben helyezték örök nyugalomra a református egyház szertartása szerint.
Haláláról Jókai Mór is megemlékezett a Vasárnapi Ujságban: „Irinyi valóban az egész hazai intelligenciának halottja, kinek sírjára annyival nehezebb gondolnunk, mert oda nem egy bevégzett, hanem egy megkezdett munkásság van eltemetve”.
A Bihar megyei Albison lévő szülőháza helyén emléktábla van elhelyezve, a helybéli lakosság 2001-ben megalakította az Irinyi József Társaságot.

## Fontosabb munkái
- Német-, franczia-, és angolországi Uti jegyzetek. Halle, 1846. Két kötet. Első rész Második rész
- Az országgyülés rendezéséről. Pest, 1847. Online
- Béla, 1-2. köt.; Müller Ny., Pest, 1853
- Tamás bátya kunyhója, vagy néger élet a rabszolgatartó amerikai államokban. Fordítás angolból, 1853
- Kulcs Tamás bátya kunyhójához. Közlése a valóságos történeteknek és okleveleknek, melyekre a mű építve volt, a mű valódiságát kitüntető bizonyítványokkal. Beecher Stowe után angolból fordította. 1853
- Dicső napok. 1857, három kötet
- Az 1790–91-iki 26-ik vallásügyi törvény keletkezésének történelme. Közjogi észrevételekkel a bécsi és linzi békekötések alapján. Kilián, Pest, 1857
- Geschichte der Entstehung des 26. Gesetzartikels von 1790/1 über die Religionsangelegenheit; Kilian, Pest, 1857
- Német-, francia- és angolországi úti jegyzetek; sajtó alá rend., jegyz., utószó Fenyő István; Argumentum, Bp., 1998
- A gyöngyös hölgy. Fordítás franciából, Ifj. Alexandre Dumas után